# Еврейское кладбище (Могилёв)
Еврейское кладбище, официально Гражданское кладбище на улице Ольчинской — кладбище в Могилеве, расположенное в историческом районе Машековка и ограниченное Национальным спуском, улицами Ольчинской и Дарвинской. Занимает площадь 6,6 га. Рядом с ним находится православное Машековское кладбище.
Согласно письменным источникам, еврейское кладбище известно с 1809 года. Самые старые из сохранившихся надгробий относятся к концу 19 — началу 20 веков.
С 1937 года более 20 лет (с перерывом в период немецкой оккупации) сторожем на кладбище работал живший рядом Д. Ф. Башаримов. В 1962 году его сменила невестка В. А. Башаримова.

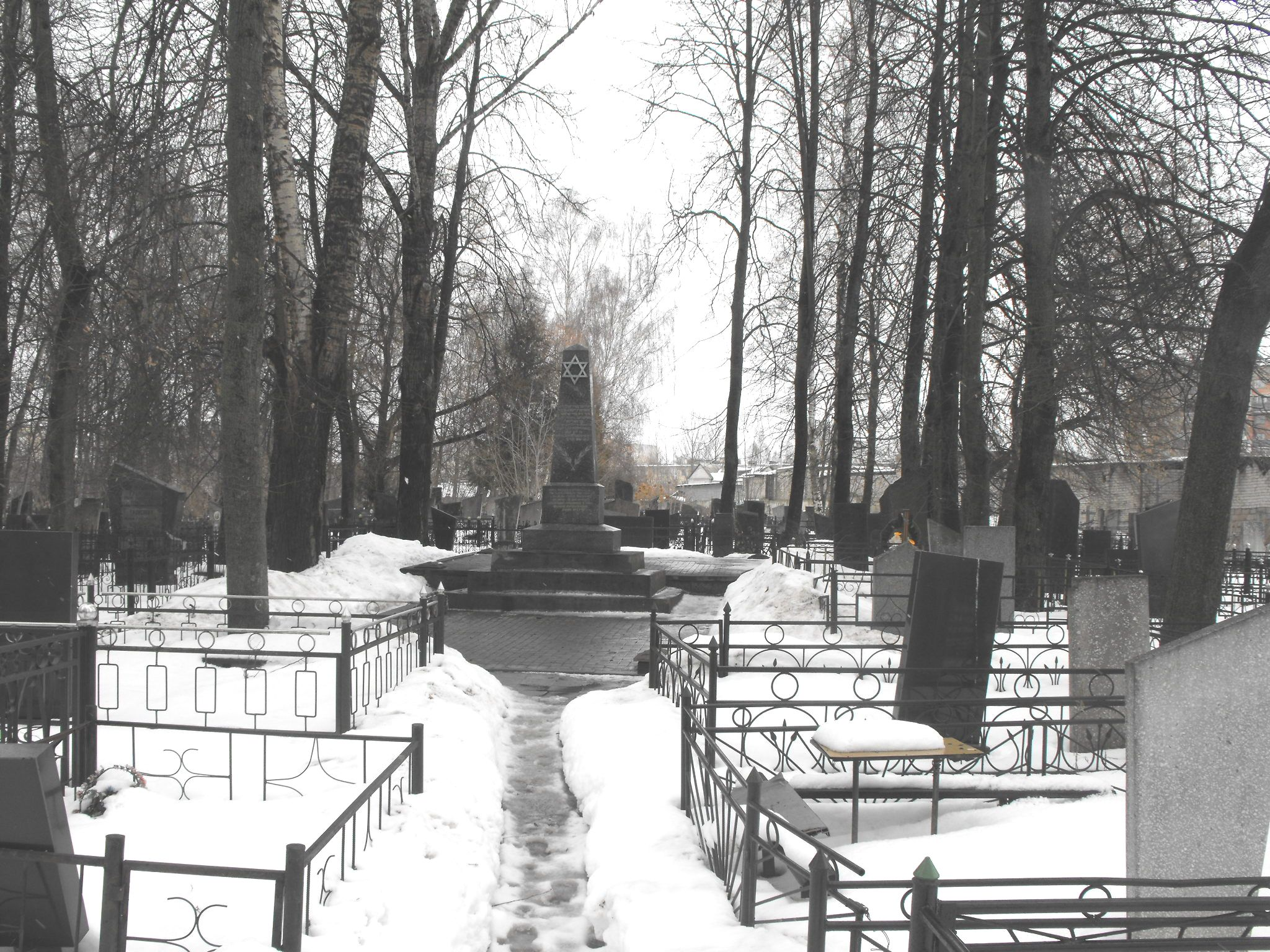
Могила жертв фашизма

По воспоминаниям старожилов, в годы ВОВ кладбище пострадало от бомбёжек. 3 октября 1941 года нацисты расстреляли на кладбище 2208 евреев из Могилёвского гетто. В 1965 году на братской могиле был установлен мраморный четырёхметровый обелиск.
В послевоенные годы часть кладбища была застроена жилыми домами, затем гаражами. В 1960-х — 70 -х гг. Еврейское кладбище подверглось очередному разрушению. Памятники из дорогого материала тайно вывозили и после обработки размещали на других кладбищах города. На территории прежних захоронений были установлены новые надгробия.
С 1979 года на кладбище стали хоронить всех жителей города, потому что национальные и религиозные традиции в те времена не учитывались.
В 2001 году еврейская религиозная община под руководством Нахума Абрамовича Йофе на деньги спонсоров из США обнесла кладбище бетонным забором, возвела ворота с еврейской символикой, построила помещение для охраны, провела телефон и электричество, подняли и поставили несколько десятков мацев (надгробий), собрали и захоронили человеческие останки, выброшенные из могил. В 2002 году в соответствии с Законом Республики Беларусь «О погребении и похоронном деле» кладбищу присвоен статус «Общественное».
Кладбище закрыто с августа 2003 года. Захоронения допускаются только при наличии свободного места в ограде ранее захороненных близких родственников. На местах древних могильников запрещены захоронения, кроме захоронения урны с прахом усопшего.
Летом 2013 года участники программы «Не забудь» почистили и сфотографировали каменные мацевы в древней части кладбища. Затем с помощью киевского эпиграфиста Александры Фишель имена и даты были переведены на русский и английский языки.

## Известные люди
- Матвей Соломонович Берёзкин — белорусский художник. На могиле установлен бюст работы Заира Азгура[1][2].
- Пётр Павлович Шастериков (1919—1994) — белорусский писатель, переводчик, публицист.

На кладбище также есть памятник слепому учителю Карно, воздвигнутый благодарными учениками; сохранились старинные мацевы с надписями на иврите, изысканная резьба, эпитафии со стихами- акростихами.